# Портиџ (Индијана)
Портиџ (енгл. Portage) град је у америчкој савезној држави Индијана.

## Демографија
По попису из 2010. године број становника је 36.828, што је 3.332 (9,9%) становника више него 2000. године.
| Група             | 2000.          | 2010.          |
| Белци             | 29.041 (86,7%) | 27.236 (74,0%) |
| Афроамериканци    | 485 (1,4%)     | 2.681 (7,3%)   |
| Азијати           | 215 (0,6%)     | 337 (0,9%)     |
| Хиспаноамериканци | 3.330 (9,9%)   | 6.044 (16,4%)  |
| Укупно            | 33.496         | 36.828         |